# Ана (озеро)
Ана (рум. Lacul Sfânta Ana; венг. Szent Anna-tó; буквально Озеро Святой Анны) — единственное в Румынии вулканическое озеро. Находится в кратере потухшего вулкана Чоматул, рядом с курортом Туснад (жудец Харгита). Площадь поверхности — 0,193 км². Размеры озера — 680 на 470 м, длина береговой линии — 1,617 км. Площадь водосборного бассейна — 2,15 км². Глубина достигает 6,4 м. Максимальная толщина донных отложений составляет около 4 м. Озеро питается исключительно дождевыми осадками, поэтому степень минерализации воды крайне низкая. Зимой озеро покрывается слоем льда высотой до 1 м.
Поверхность озера находится на высоте 949—950 метров. Озеро имеет почти идеальную круглую форму, не считая залива на севере.

Панорамный вид на озеро Святой Анны

Рядом с озером есть католическая часовня, посвящённая Святой Анне.

## История
Озеро начало образовываться примерно восемь тысяч лет назад, когда вулкан Чоматул потух. Поначалу озеро было сильно заболочено из-за таяния ледников. Палинологические исследования позволили реконструировать эволюцию озера, начиная со стадии торфяника и неглубокого озера
Во время античности и вплоть до средневековья уровень воды в озере поднимался на 12 метров из-за обильного таяния снега и льда на вершине вулкана.

## Галерея

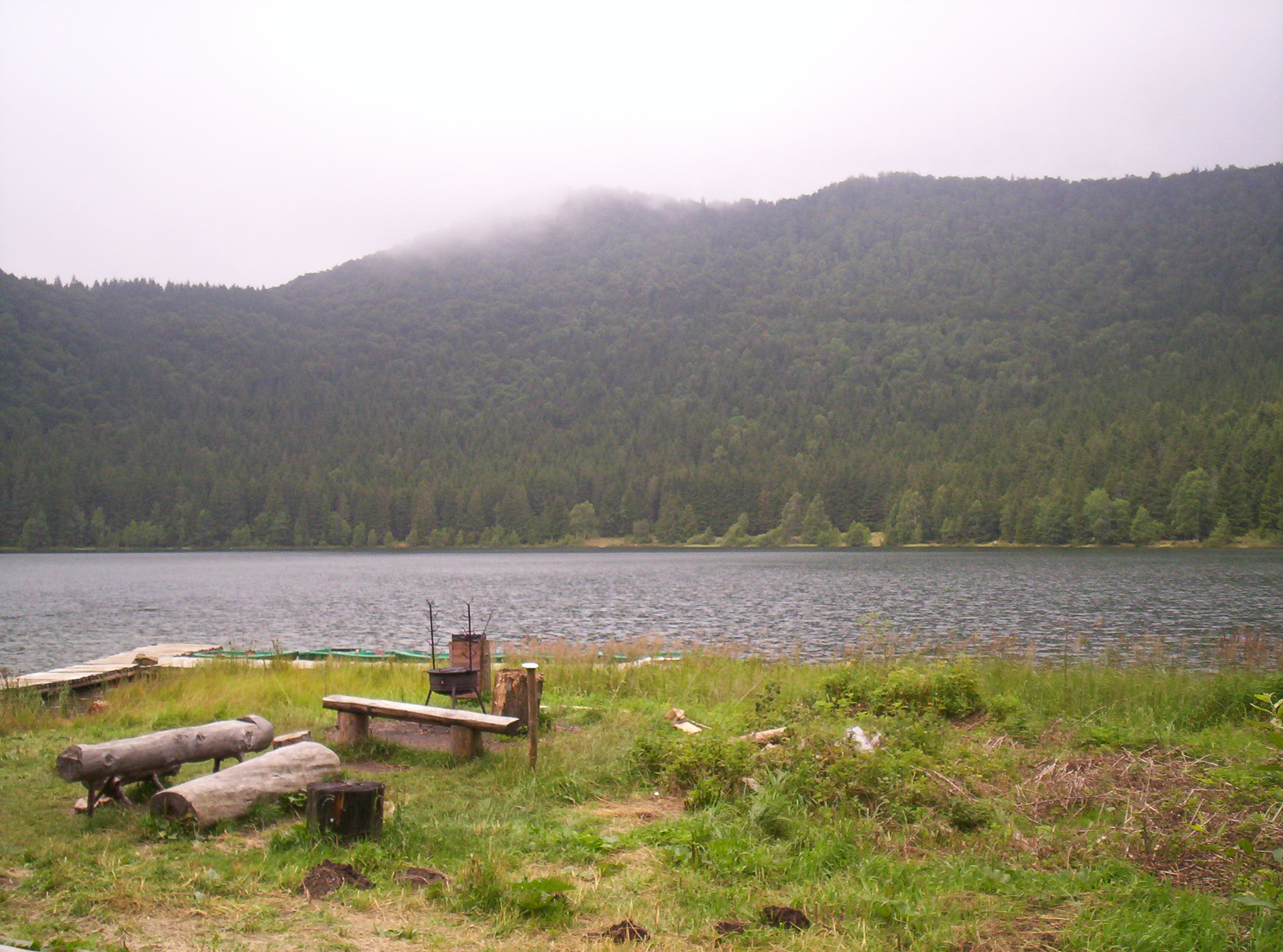
Место отдыха на берегу озера
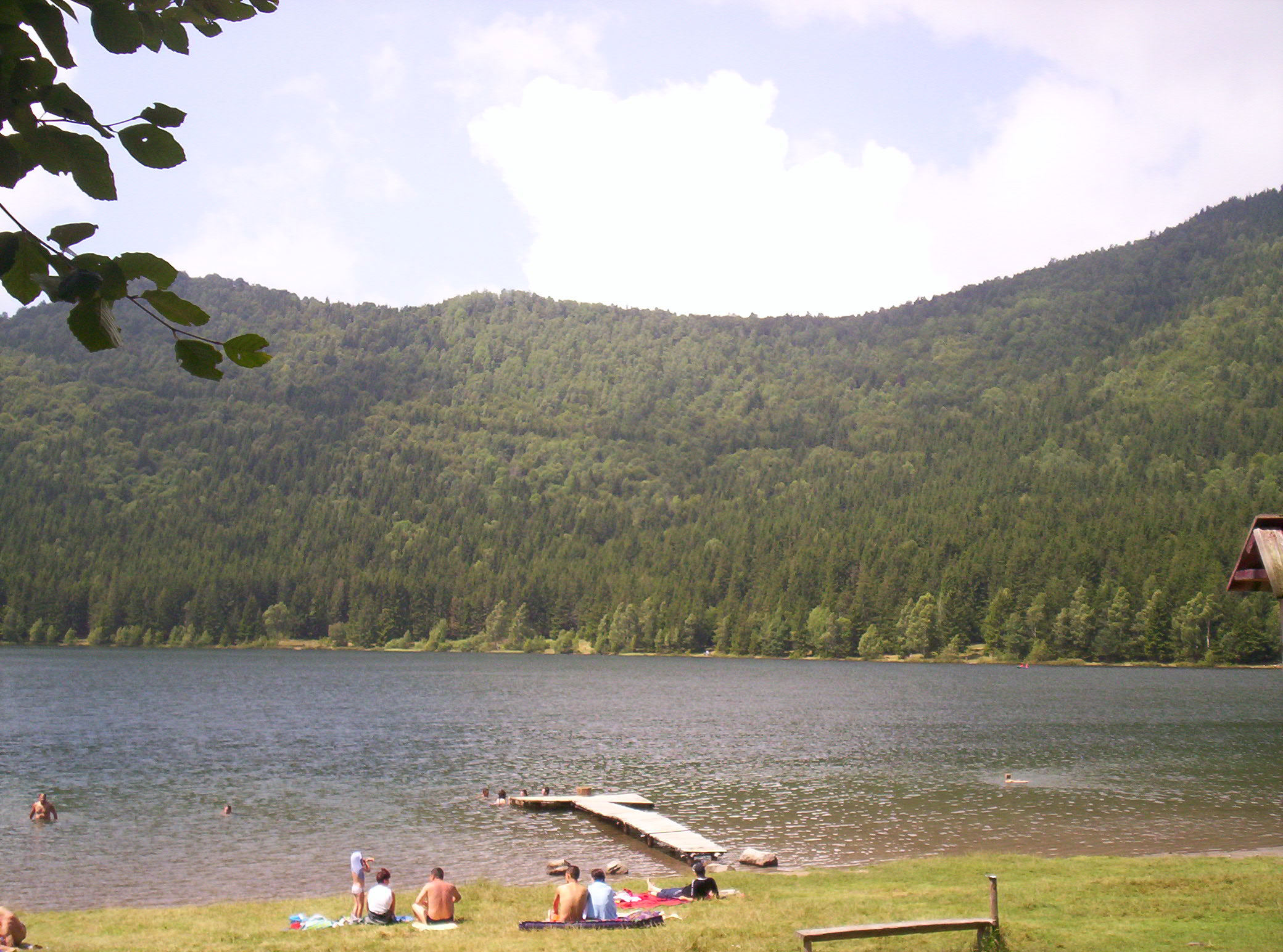
Пляж
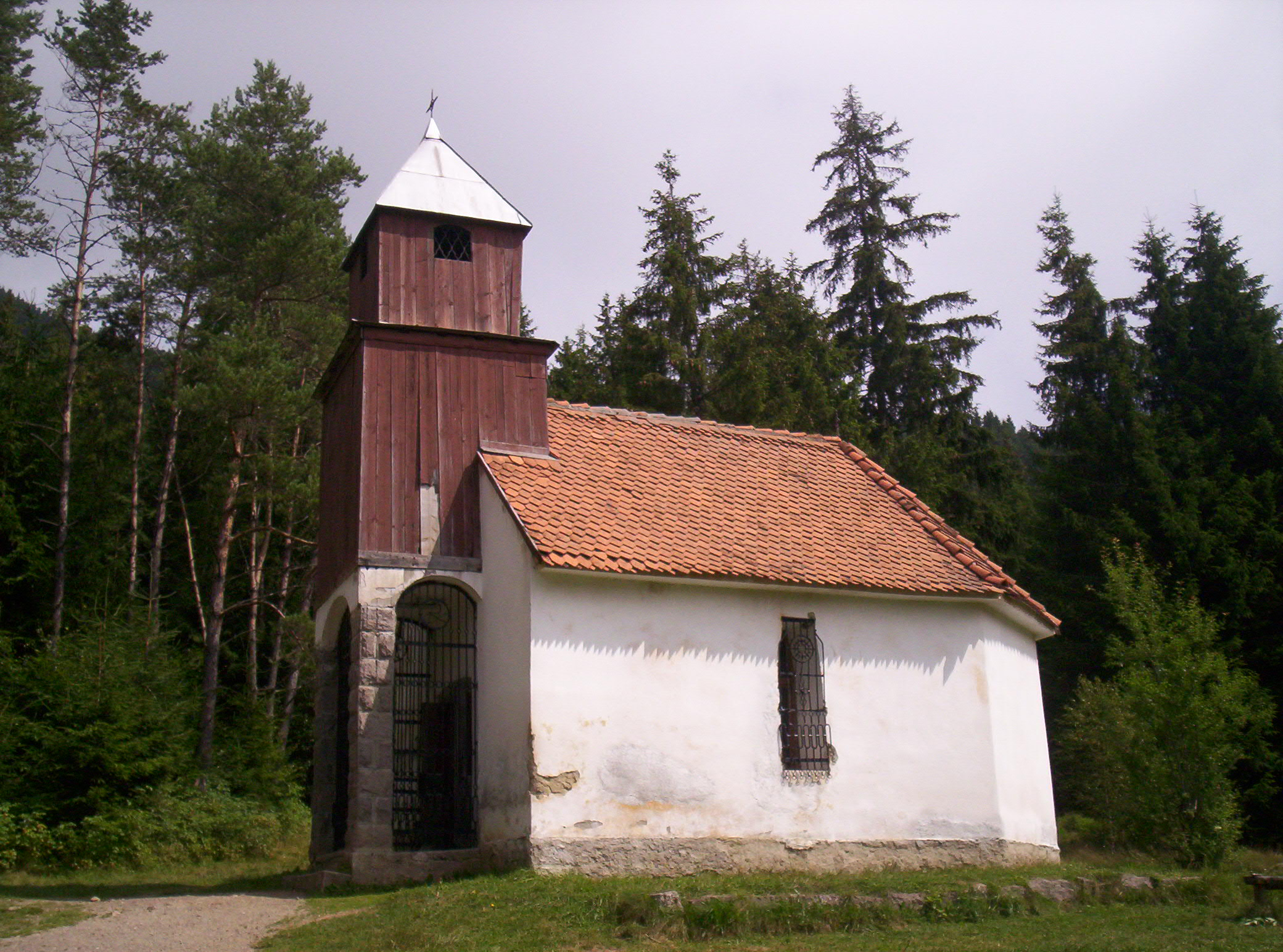
Часовня Святой Анны
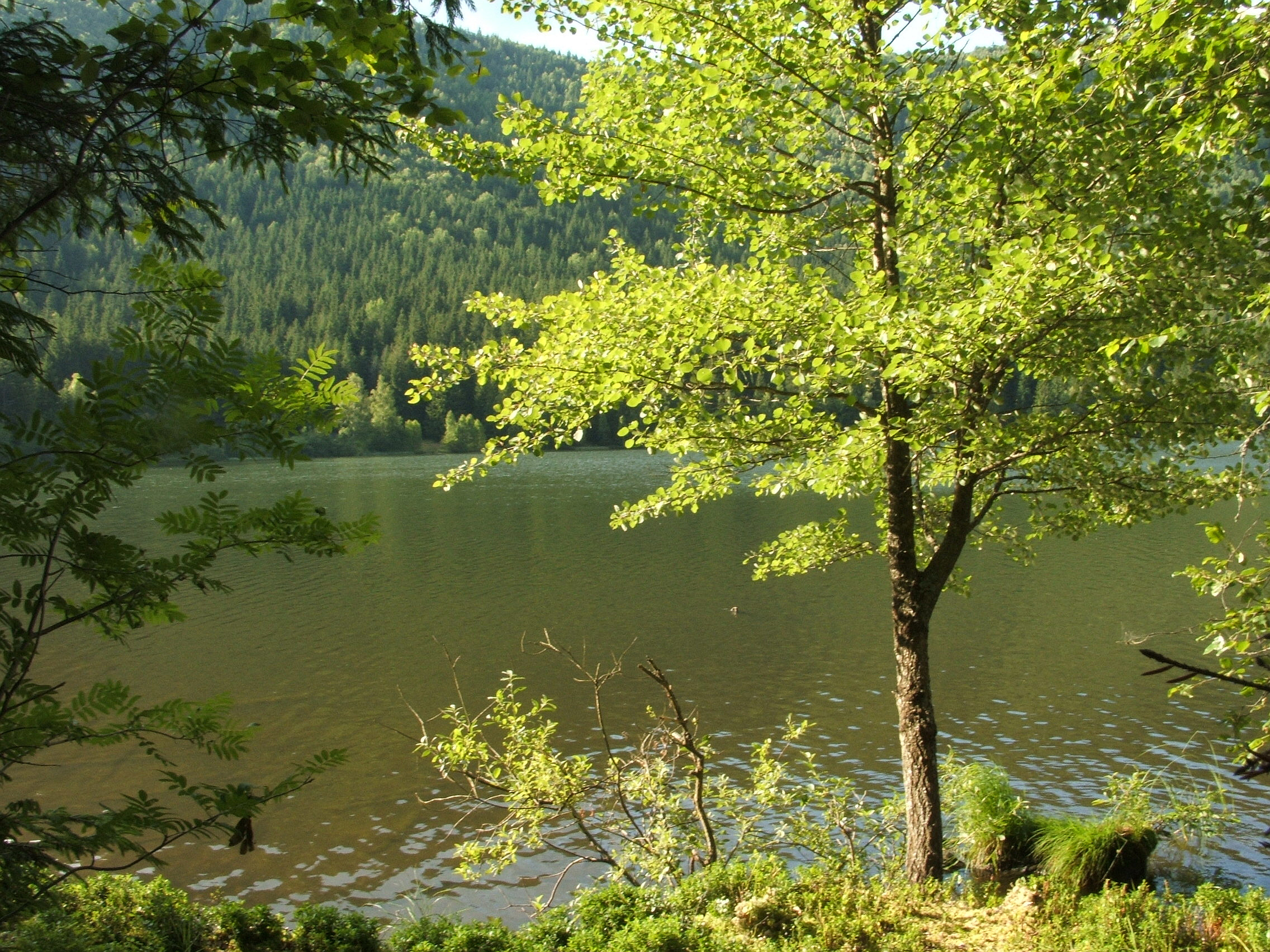